# Lesoto en los Juegos Olímpicos de Pekín 2008
Lesoto estuvo representado en los Juegos Olímpicos de Pekín 2008 por cinco deportistas, cuatro hombres y una mujer, que compitieron en dos deportes.
El portador de la bandera en la ceremonia de apertura fue el atleta Simon Maine. El equipo olímpico lesotense no obtuvo ninguna medalla en estos Juegos.